# Ilfenesh Hadera
Ilfenesh Hadera, född 1 december 1985 i Harlem, New York, är en amerikansk skådespelerska.
Hadera har bland annat medverkat i filmerna Baywatch, The Bricklayer och Highest 2 Lowest. I den sistnämnda spelade hon Pam King, en av huvudrollerna.

## Filmografi (i urval)
- 2017 – Baywatch
- 2023 – The Bricklayer
- 2025 – Highest 2 Lowest